# Teoremas fundamentais da economia do bem estar
Existem dois teoremas fundamentais da economia do bem-estar. O primeiro afirma que, em equilíbrio econômico, um conjunto de mercados completos, com informações completas e em concorrência perfeita, será ótimo de Pareto (no sentido de que nenhuma troca adicional deixaria uma pessoa melhor sem piorar outra). Os requisitos para uma competição perfeita são estes:
1. Não existem externalidades e cada ator tem informações perfeitas.
2. As empresas e os consumidores consideram os preços dados (nenhum ator econômico ou grupo de atores tem poder de mercado).

O teorema às vezes é visto como uma confirmação analítica do princípio da "mão invisível " de Adam Smith, ou seja, que os mercados competitivos garantem uma alocação eficiente de recursos . No entanto, não há garantia de que o resultado de mercado ideal de Pareto seja socialmente desejável, pois há muitas alocações de recursos eficientes de Pareto possíveis que diferem em sua desejabilidade (por exemplo, uma pessoa pode possuir tudo e todos os outros nada).
O segundo teorema afirma que qualquer ótimo de Pareto pode ser sustentado como um equilíbrio competitivo para algum conjunto inicial de dotações. A implicação é que qualquer resultado ótimo de Pareto desejado pode ser sustentado; A eficiência de Pareto pode ser alcançada com qualquer redistribuição da riqueza inicial. No entanto, as tentativas de corrigir a distribuição podem introduzir distorções e, portanto, a otimização total pode não ser atingível com a redistribuição.
Os teoremas podem ser visualizados graficamente para uma economia de trocas puras simples por meio do diagrama da caixa de Edgeworth.

## História dos teoremas fundamentais

### Adam Smith (1776)
Em uma discussão sobre tarifas de importação, Adam Smith escreveu que:
Cada indivíduo necessariamente trabalha para tornar a receita anual da sociedade tão grande quanto possível. . . Ele é assim, como de muitas outras maneiras, conduzido por uma mão invisível para promover um fim que não fazia parte de sua intenção. . . Ao buscar seu próprio interesse, ele frequentemente promove o da sociedade com mais eficácia do que quando realmente pretende promovê-lo.

### Léon Walras (1870)
Walras escreveu que “a troca sob livre concorrência é uma operação pela qual todas as partes obtêm a máxima satisfação, desde que comprem e vendam a um preço uniforme.

### FY Edgeworth (1881)
Edgeworth deu um passo em direção ao primeiro teorema fundamental em seu 'Mathematical Psychics', olhando para uma economia de troca pura sem produção. Ele incluiu competição imperfeita em sua análise. Sua definição de equilíbrio é quase a mesma que a definição posterior de Pareto de otimalidade: é um ponto tal que. . .
em qualquer direção que dermos um passo infinitamente pequeno, P e Π [as utilidades do comprador e do vendedor] não aumentam juntos, mas que, enquanto uma aumenta, a outra diminui.
Em vez de concluir que o equilíbrio era ótimo de Pareto, Edgeworth concluiu que o equilíbrio maximiza a soma das utilidades das partes, o que é um caso especial de eficiência de Pareto:
Parece resultar de princípios dinâmicos gerais aplicados a este caso especial que o equilíbrio é alcançado quando a energia de prazer total dos contratantes é um máximo relativo, ou sujeito, às condições. . .

### Vilfredo Pareto (1906/9)
Pareto enunciou o primeiro teorema fundamental em seu Manuale (1906) e com mais rigor em sua revisão francesa ( Manuel, 1909). Ele foi o primeiro a afirmar a otimalidade sob seu próprio critério ou a apoiar a afirmação por meio de argumentos convincentes. 
Ele define equilíbrio de forma mais abstrata do que Edgeworth como um estado que se manteria indefinidamente na ausência de pressões externas e mostra que em uma economia de troca é o ponto em que uma tangente comum às curvas de indiferença das partes passa pela dotação .
Sua definição de otimalidade é dada no cap. VI:
Diremos que os membros de uma coletividade desfrutam de um máximo de ofemilidade [ou seja, de utilidade] em uma determinada posição, quando é impossível se afastar um pequeno passo de modo que a ofelimidade de cada indivíduo na coletividade aumente, ou de forma que ela diminua. [Ele definiu anteriormente um aumento na ofelimidade individual como um movimento em direção a uma curva de indiferença mais alta. ] Isso quer dizer que qualquer pequeno passo a aumenta a ofelimidade de alguns indivíduos enquanto diminui a de outros.
O parágrafo a seguir nos dá um teorema:
Para fenômenos do tipo I [isto é, competição perfeita], quando o equilíbrio ocorre em um ponto de tangência das curvas de indiferença, os membros da coletividade desfrutam de um máximo de ofelimidade.
Ele acrescenta que 'uma prova rigorosa não pode ser fornecida sem a ajuda da matemática' e aponta para o seu Apêndice.
Wicksell, referindo-se à sua definição de otimalidade, comentou:
Com tal definição é quase evidente que este máximo é obtido sobre livre concorrência. Porque se após uma troca ser efetuada fosse possível produzir uma satisfação adicional da necessidade dos participantes através de uma série de trocas diretas ou indiretas, tal troca sem dúvida já teria ocorrido, e a posição original não poderia ser de equilíbrio final.
Pareto não achou isso tão simples. Ele apresenta um argumento diagramático em seu texto, aplicando-se apenas à troca, e um argumento matemático de 32 páginas no Apêndice que Samuelson achou 'não fácil de seguir'. Pareto foi prejudicado por não ter um conceito de fronteira de possibilidades de produção, cujo desenvolvimento se deveu em parte ao seu colaborador Enrico Barone . Suas próprias 'curvas de indiferença aos obstáculos' parecem ter sido um caminho falso.
Pouco depois de declarar o primeiro teorema fundamental, Pareto faz uma pergunta sobre distribuição:
Considere uma sociedade coletivista que busca maximizar a opelimidade de seus membros. O problema se divide em duas partes. Em primeiro lugar, temos um problema de distribuição: como os bens de uma sociedade devem ser compartilhados entre seus membros? E em segundo, como a produção deve ser organizada para que, quando os bens são distribuídos, os membros da sociedade obtenham a ofelimidade máxima?
Sua resposta é um precursor informal do segundo teorema:
Tendo distribuído os bens de acordo com a resposta ao primeiro problema o estado deve, ou operar por conta própria, ou permitir que os membros da coletividades operem uma segunda distribuição. Em qualquer um dos casos assegurando-se de que ela seja realizada em conformidade com o funcionamento da livre concorrência.

### Enrico Barone (1908)
Barone, um colaborador de Pareto, provou uma propriedade de otimalidade da concorrência perfeita:  que - assumindo preços exógenos - ela maximiza o valor monetário do retorno da atividade produtiva, sendo este a soma dos valores de lazer, poupança e bens de consumo, todos tomados nas proporções desejadas. Ele não argumenta que os preços escolhidos pelo mercado são ótimos.
Seu artigo não foi traduzido para o inglês até 1935. Ele recebeu um resumo de aprovação de Samuelson mas parece não ter influenciado o desenvolvimento dos teoremas de bem-estar na sua forma atual.

### Abba Lerner (1934)
Em 1934, Lerner reafirmou a condição de Edgeworth para a troca de que as curvas de indiferença deveriam se encontrar como tangentes, apresentando-a como uma propriedade de otimalidade. Ele afirmou uma condição semelhante para a produção, a saber, que a fronteira de possibilidades de produção ( FPP, a que deu o nome alternativo de 'curva de indiferença produtiva') deveria ser tangencial a uma curva de indiferença para a comunidade. Ele foi um dos criadores da FPP, tendo-a usado em um artigo sobre comércio internacional em 1932. Ele mostra que os dois argumentos podem ser apresentados nos mesmos termos, uma vez que a PPF desempenha o mesmo papel que a curva de indiferença de imagem espelhada em uma caixa de Edgeworth. Ele também menciona que não há necessidade das curvas serem diferenciáveis, pois o mesmo resultado é obtido se elas tocarem em cantos pontiagudos.
Sua definição de otimalidade era equivalente à de Pareto:
Se ... é possível mover um indivíduo para uma posição preferida sem mover outro indivíduo para uma posição pior ... podemos dizer que o ótimo relativo não é alcançado. . .
A condição de otimalidade para a produção é equivalente ao par de requisitos que (i) o preço deve ser igual ao custo marginal e (ii) a produção deve ser maximizada, sujeito a (i). Lerner, portanto, reduz otimizalidade à tangência tanto para a produção quanto para a troca, mas não diz porque o ponto implicado pela FPP deve ser a condição de equilíbrio para um mercado livre. Talvez ele já o considerasse suficientemente bem estabelecido.
Lerner atribui a seu colega da LSE Victor Edelberg o crédito por sugerir o uso de curvas de indiferença. Samuelson presumiu que Lerner obteve seus resultados independentemente do trabalho de Pareto.

### Harold Hotelling (1938)
Hotelling apresentou um novo argumento para mostrar que 'as vendas a custos marginais são uma condição para o máximo bem-estar geral' (na definição de Pareto). Ele aceitou que essa condição era satisfeita pela concorrência perfeita, mas argumentou, em conseqüência, que a concorrência perfeita não poderia ser ótima, uma vez que alguns projetos benéficos seriam incapazes de recuperar seus custos fixos cobrando essa taxa (por exemplo, em um monopólio natural ).

### Oscar Lange (1942)
O artigo de Lange 'The Foundations of Welfare Economics' é a fonte do agora tradicional emparelhamento de dois teoremas, um governando os mercados e o outro a distribuição. Ele justificou a definição de Pareto de otimalidade para o primeiro teorema por referência à rejeiço de Lionel Robbins das comparações de utilidade interpessoal, e sugeriu várias maneiras de reintroduzir comparações interpessoais para o segundo teorema, como as adjudicações de um Congresso eleito democraticamente.
Seu raciocínio é uma tradução matemática (em multiplicadores de Lagrange ) do argumento gráfico de Lerner. O segundo teorema não assume sua forma familiar em suas mãos; em vez disso, ele simplesmente mostra que as condições de otimalidade para uma função de utilidade social genuína são semelhantes às da otimalidade de Pareto.

### Abram Bergson e Paul Samuelson (1947)
Samuelson (creditando Abram Bergson pela substância de suas ideias) trouxe o segundo teorema do bem-estar de Lange a aproximadamente sua forma moderna. Ele segue Lange na derivação de um conjunto de equações que são necessárias para a otimalidade de Pareto e, em seguida, considera quais restrições adicionais surgem se a economia precisa satisfazer uma função de bem-estar social genuína, encontrando um outro conjunto de equações a partir do qual segue 'que todas as ações necessárias para atingir um determinado desideratum ético podem assumir a forma de impostos ou recompensas globais ” .

### Kenneth Arrow e Gérard Debreu (separadamente, 1951)
Os dois artigos de Arrow e Debreu (escritos de forma independente e publicados quase simultaneamente) buscaram aprimorar o rigor do primeiro teorema de Lange. Seus relatos referem-se tanto à produção (curto prazo) quanto ao câmbio, expressando as condições para ambas por meio de funções lineares.
O equilíbrio para a produção é expresso pela restrição de que o valor da produção líquida de um fabricante, ou seja, o produto escalar do vetor de produção com o vetor de preço, deve ser maximizado sobre o conjunto de produção do fabricante. Isso é interpretado como maximização do lucro . A produção máxima de uma empresa, como a de uma economia como um todo, só será atingida se uma mão invisível levar os funcionários, cada um buscando sua própria satisfação, a promover um fim que não faz parte de sua intenção; assim como Lerner, Arrow e Debreu confiaram em uma premissa poderosa (em seu caso, incorporada em definições) para fazer grande parte do trabalho.
Equilíbrio para troca é interpretado como significando que a utilidade do indivíduo deve ser maximizada sobre as posições obteníveis da dotação por meio de troca, sendo estas as posições cujo valor não é superior ao valor de sua dotação, onde o valor de uma alocação é o seu produto escalar com o vetor de preço.
O conceito de equilíbrio é, portanto, reformulado como significando otimização ao longo de uma linha reta de preços. Este novo significado recebe o nome especial de 'Walrasian' ou ' equilíbrio competitivo ', e não é uma verdadeira condição de equilíbrio no sentido de ser um equilíbrio de forças.
As provas de Arrow e Debreu exigiram uma mudança de estilo matemático do cálculo para a teoria dos conjuntos convexos. Arrow motivou seu artigo referindo-se à necessidade de estender provas para cobrir equilíbrios na borda do espaço, e Debreu pela possibilidade de curvas de indiferença serem indiferenciáveis. Os textos modernos seguem seu estilo de prova.

### Teorema de Greenwald-Stiglitz
Em seu artigo de 1986, "Externalidades em Economias com Informação Imperfeita e Mercados Incompletos", Bruce Greenwald e Joseph Stiglitz mostraram que os teoremas fundamentais do bem-estar não são válidos se houver mercados incompletos ou informações imperfeitas. O artigo estabelece que um equilíbrio competitivo de uma economia com informação assimétrica não é nem mesmo restrito à eficiência de Pareto. Um governo que enfrenta as mesmas restrições de informação que os indivíduos privados na economia pode, no entanto, encontrar intervenções de política de melhoria de Pareto.
Greenwald e Stiglitz observaram várias situações relevantes, incluindo como o risco moral pode tornar uma situação ineficiente (por exemplo, um imposto sobre o álcool pode estar melhorando, pois reduz os acidentes automobilísticos.)

## Prova do primeiro teorema fundamental
O primeiro teorema fundamental é válido em condições gerais.  Uma declaração formal é a seguinte: Se as preferências são localmente insatisfeitas e se {\displaystyle (\mathbf {X^{*}} ,\mathbf {Y^{*}} ,\mathbf {p} )} é um equilíbrio de preços com transferências, então a alocação {\displaystyle (\mathbf {X^{*}} ,\mathbf {Y^{*}} )} é Pareto ótima. Um equilíbrio, nesse sentido, ou se relaciona a uma economia de trocas puras ou pressupõe que as empresas são alocativa e produtivamente eficientes, o que pode ser demonstrado que resulta de fatores perfeitamente competitivos e mercados de produção.
Dado um conjunto {\displaystyle G} de tipos de bens nós trabalhamos no espaço vetorial real sobre {\displaystyle G}, {\displaystyle \mathbb {R} ^{G}} e usamos negrito para variáveis de valor vetorial. Por exemplo, se {\displaystyle G=\lbrace {\text{manteiga}},{\text{biscoitos}},{\text{leite}}\rbrace } então {\displaystyle \mathbb {R} ^{G}} seria um espaço vetorial tridimensional e o vetor {\displaystyle \langle 1,2,3\rangle } representaria o pacote de mercadorias contendo uma unidade de manteiga, 2 unidades de biscoitos e 3 unidades de leite.
Suponha que o consumidor i tenha riqueza {\displaystyle w_{i}} de tal modo que {\displaystyle \Sigma _{i}w_{i}=\mathbf {p} \cdot \mathbf {e} +\Sigma _{j}\mathbf {p} \cdot \mathbf {y_{j}^{*}} } Onde {\displaystyle \mathbf {e} } é a dotação agregada de bens (ou seja, a soma de todas as dotações do consumidor e do produtor) e {\displaystyle \mathbf {y_{j}^{*}} } é a produção da empresa j .
Maximização de preferência (a partir da definição de equilíbrio de preços com transferências) implica (usando {\displaystyle >_{i}} para denotar a relação de preferência para o consumidor i ):
Se {\displaystyle \mathbf {x_{i}} >_{i}\mathbf {x_{i}^{*}} } então {\displaystyle \mathbf {p} \cdot \mathbf {x_{i}} >\mathbf {w_{i}} }
Em outras palavras, se um pacote de mercadorias é estritamente preferido para {\displaystyle \mathbf {x_{i}^{*}} } deve ser inacessível pelo preço {\displaystyle \mathbf {p} } . A não saciação local também implica:
Se {\displaystyle \mathbf {x_{i}} \geq _{i}\mathbf {x_{i}^{*}} } então {\displaystyle \mathbf {p} \cdot \mathbf {x_{i}} \geq \mathbf {w_{i}} }
Para ver porque, imagine que {\displaystyle \mathbf {x_{i}} \geq _{i}\mathbf {x_{i}^{*}} } mas {\displaystyle \mathbf {p} \cdot \mathbf {x_{i}} <w_{i}} . Então, por não saciação local, poderíamos encontrar {\displaystyle \mathbf {x'_{i}} } arbitrariamente perto de {\displaystyle \mathbf {x_{i}} } (e ainda acessível), mas que é estritamente preferido para {\displaystyle \mathbf {x_{i}^{*}} } . Mas {\displaystyle \mathbf {x_{i}^{*}} } é o resultado da maximização da preferência, portanto, isso é uma contradição.
Uma alocação é um par {\displaystyle (\mathbf {X} ,\mathbf {Y} )} Onde {\displaystyle \mathbf {X} \in \Pi _{i\in I}\mathbb {R} ^{G}} e {\displaystyle \mathbf {Y} \in \Pi _{j\in J}\mathbb {R} ^{G}}. Ou seja, {\displaystyle \mathbf {X} } é a 'matriz' (permitindo potencialmente infinitas linhas / colunas) cuja i- ésima coluna é o pacote de bens alocados ao consumidor i e {\displaystyle \mathbf {Y} } é a 'matriz' cuja j ésima coluna é a produção da empresa j . Restringimos nossa atenção às alocações viáveis, que são aquelas alocações em que nenhum consumidor vende ou produtor consome os bens de que carece, ou seja, aquelas alocações que para cada bem e cada consumidor a dotação inicial dos consumidores mais sua demanda líquida deve ser positiva da mesma forma para os produtores.
Agora considere uma alocação {\displaystyle (\mathbf {X} ,\mathbf {Y} )} que Pareto domina {\displaystyle (\mathbf {X^{*}} ,Y^{*})} . Isso significa que {\displaystyle \mathbf {x_{i}} \geq _{i}\mathbf {x_{i}^{*}} } para todo i e {\displaystyle \mathbf {x_{i}} >_{i}\mathbf {x_{i}^{*}} } para algum i . Pelo escrito acima, nós sabemos que {\displaystyle \mathbf {p} \cdot \mathbf {x_{i}} \geq w_{i}} para todo i e {\displaystyle \mathbf {p} \cdot \mathbf {x_{i}} >w_{i}} para algum i. Somando, encontramos:
{\displaystyle \Sigma _{i}\mathbf {p} \cdot \mathbf {x_{i}} >\Sigma _{i}w_{i}=\Sigma _{j}\mathbf {p} \cdot \mathbf {y_{j}^{*}} } .
Como {\displaystyle \mathbf {Y^{*}} } maximiza os lucros, nós sabemos que{\displaystyle \Sigma _{j}\mathbf {p} \cdot y_{j}^{*}\geq \Sigma _{j}p\cdot y_{j}}, então {\displaystyle \Sigma _{i}\mathbf {p} \cdot \mathbf {x_{i}} >\Sigma _{j}\mathbf {p} \cdot \mathbf {y_{j}} } . Mas os bens devem ser conservados, então {\displaystyle \Sigma _{i}\mathbf {x_{i}} >\Sigma _{j}\mathbf {y_{j}} } . Portanto {\displaystyle (\mathbf {X} ,\mathbf {Y} )} não é viável. Uma vez que todas as alocações dominantes de Pareto não são viáveis, {\displaystyle (\mathbf {X^{*}} ,\mathbf {Y^{*}} )} deve ser ótimo de Pareto.
Observe que embora o fato de que {\displaystyle \mathbf {Y^{*}} } maximiza os lucros   é simplesmente assumido na declaração do teorema, o resultado só é útil / interessante na medida em que tal alocação da produção para maximizar o lucro seja possível. Felizmente, para qualquer restrição da alocação de produção {\displaystyle \mathbf {Y^{*}} } e preço para um subconjunto fechado no qual o preço marginal é limitado a partir de 0, por exemplo, qualquer escolha razoável de funções contínuas para parametrizar as produções possíveis, tal máximo existe. Isso decorre do fato de que o preço marginal mínimo e a riqueza finita limitam a produção máxima viável (0 limita o mínimo) e o teorema de Tychonoff garante que o produto desses espaços compactos seja compacto, garantindo-nos um máximo de qualquer função contínua que desejamos que exista.

## Prova do segundo teorema fundamental
O segundo teorema afirma formalmente que, sob as premissas de que todo conjunto de produção {\displaystyle Y_{j}} é convexo e toda relação de preferência {\displaystyle \geq _{i}} é convexa e localmente insatisfeita, qualquer alocação eficiente de Pareto desejada pode ser sustentada como um quase- equilíbrio de preços com transferências. Suposições adicionais são necessárias para provar esta afirmação de equilíbrio de preços com transferências.
A prova procede em duas etapas: primeiro, provamos que qualquer alocação Pareto-eficiente pode ser sustentada como um quase-equilíbrio de preços com transferências; então, fornecemos condições sob as quais um quase-equilíbrio de preços também é um equilíbrio de preços.
Vamos definir um quase-equilíbrio de preços com transferências como uma alocação {\displaystyle (x^{*},y^{*})}, um vetor de preços p, e um vetor de níveis de riqueza w (alcançado por transferências diretas) com {\displaystyle \Sigma _{i}w_{i}=p\cdot \omega +\Sigma _{j}p\cdot y_{j}^{*}} (Onde {\displaystyle \omega } é a dotação agregada de bens e {\displaystyle y_{j}^{*}} é a produção da empresa j ) tal que:
i. {\displaystyle p\cdot y_{j}\leq p\cdot y_{j}^{*}} para todo {\displaystyle y_{j}\in Y_{j}} (as empresas maximizam o lucro ao produzir {\displaystyle y_{j}^{*}} )
ii. Para todo i, se {\displaystyle x_{i}>_{i}x_{i}^{*}} então {\displaystyle p\cdot x_{i}\geq w_{i}} (se {\displaystyle x_{i}} é estritamente preferido a {\displaystyle x_{i}^{*}} então não pode custar menos que {\displaystyle x_{i}^{*}} )
iii. {\displaystyle \Sigma _{i}x_{i}^{*}=\omega +\Sigma _{j}y_{j}^{*}} (restrição orçamentária satisfeita)
A única diferença entre esta definição e a definição padrão de um equilíbrio de preços com transferências está na afirmação ( ii ). A desigualdade é fraca aqui ( {\displaystyle p\cdot x_{i}\geq w_{i}} ) tornando-o um quase-equilíbrio de preços. Mais tarde, vamos fortalecer isso para fazer um equilíbrio de preços. Defina {\displaystyle V_{i}} como o conjunto de todas as cestas de consumo estritamente preferidas a {\displaystyle x_{i}^{*}} pelo consumidor i, e seja V a soma de todos {\displaystyle V_{i}} . {\displaystyle V_{i}} é convexo devido à convexidade da relação de preferência {\displaystyle \geq _{i}} . V é convexo porque todo {\displaystyle V_{i}} é convexo. De forma similar {\displaystyle Y+\{\omega \}}, a união de todos os conjuntos de produção {\displaystyle Y_{i}} mais a dotação agregada, é convexa porque cada {\displaystyle Y_{i}} é convexo. Também sabemos que a intersecção de V e {\displaystyle Y+\{\omega \}} deve ser vazia, porque se não fosse implicaria que existe uma cesta acessível e estritamente preferida a {\displaystyle (x^{*},y^{*})} por todos. Isso é descartado pela otimização de Pareto de {\displaystyle (x^{*},y^{*})} .
Esses dois conjuntos convexos e sem interseção nos permitem aplicar o teorema do hiperplano separador . Este teorema afirma que existe um vetor de preços {\displaystyle p\neq 0} e um número r tal que {\displaystyle p\cdot z\geq r} para cada {\displaystyle z\in V} e {\displaystyle p\cdot z\leq r} para cada {\displaystyle z\in Y+\{\omega \}} . Em outras palavras, existe um vetor de preços que define um hiperplano que separa perfeitamente os dois conjuntos convexos.
Em seguida, argumentamos que se {\displaystyle x_{i}\geq _{i}x_{i}^{*}} para todo i então {\displaystyle p\cdot (\Sigma _{i}x_{i})\geq r} . Isso se deve à não saciedade local: deve haver uma cesta {\displaystyle x'_{i}} arbitrariamente perto de {\displaystyle x_{i}} que é estritamente preferida a {\displaystyle x_{i}^{*}} e, portanto, parte de {\displaystyle V_{i}}, então {\displaystyle p\cdot (\Sigma _{i}x'_{i})\geq r} . Tomando o limite {\displaystyle x'_{i}\rightarrow x_{i}} não muda a desigualdade fraca, então {\displaystyle p\cdot (\Sigma _{i}x_{i})\geq r} também. Em outras palavras, {\displaystyle x_{i}} está no fechamento de V.
Usando esta relação, vemos que para {\displaystyle x_{i}^{*}} em si {\displaystyle p\cdot (\Sigma _{i}x_{i}^{*})\geq r} . Nós também sabemos que {\displaystyle \Sigma _{i}x_{i}^{*}\in Y+\{\omega \}}, então {\displaystyle p\cdot (\Sigma _{i}x_{i}^{*})\leq r} também. Combinando isso, descobrimos que {\displaystyle p\cdot (\Sigma _{i}x_{i}^{*})=r} . Podemos usar esta equação para mostrar que {\displaystyle (x^{*},y^{*},p)} se encaixa na definição de um quase-equilíbrio de preços com transferências.
Já que {\displaystyle p\cdot (\Sigma _{i}x_{i}^{*})=r} e {\displaystyle \Sigma _{i}x_{i}^{*}=\omega +\Sigma _{j}y_{j}^{*}} sabemos que para qualquer empresa j:
{\displaystyle p\cdot (\omega +y_{j}+\Sigma _{h}y_{h}^{*})\leq r=p\cdot (\omega +y_{j}^{*}+\Sigma _{h}y_{h}^{*})} para {\displaystyle h\neq j}
o que implica {\displaystyle p\cdot y_{j}\leq p\cdot y_{j}^{*}} . Da mesma forma, sabemos:
{\displaystyle p\cdot (x_{i}+\Sigma _{k}x_{k}^{*})\geq r=p\cdot (x_{i}^{*}+\Sigma _{k}x_{k}^{*})} para {\displaystyle k\neq i}
o que implica {\displaystyle p\cdot x_{i}\geq p\cdot x_{i}^{*}} . Essas duas afirmações, junto com a viabilidade da alocação ótima de Pareto, satisfazem as três condições para um quase-equilíbrio de preços com transferências apoiadas por níveis de riqueza {\displaystyle w_{i}=p\cdot x_{i}^{*}} para todo i .
Agora nos voltamos para as condições sob as quais um quase-equilíbrio de preços também é um equilíbrio de preços, em outras palavras, condições sob as quais a afirmação "se {\displaystyle x_{i}>_{i}x_{i}^{*}} então {\displaystyle p\cdot x_{i}\geq w_{i}}" implica "se {\displaystyle x_{i}>_{i}x_{i}^{*}} então {\displaystyle p\cdot x_{i}>w_{i}}". Para que isso seja verdade, precisamos agora assumir que o conjunto de consumo {\displaystyle X_{i}} é convexo e a relação de preferência {\displaystyle \geq _{i}} é contínua . Então, se existe um vetor de consumo {\displaystyle x'_{i}} tal que {\displaystyle x'_{i}\in X_{i}} e {\displaystyle p\cdot x'_{i}<w_{i}}, um quase-equilíbrio de preços é um equilíbrio de preços.
Para ver o porquê, suponha ao contrário: que {\displaystyle x_{i}>_{i}x_{i}^{*}} e {\displaystyle p\cdot x_{i}=w_{i}}, e {\displaystyle x_{i}} existe. Então, pela convexidade de {\displaystyle X_{i}} nós temos uma cesta {\displaystyle x''_{i}=\alpha x_{i}+(1-\alpha )x'_{i}\in X_{i}} com {\displaystyle p\cdot x''_{i}<w_{i}} . Pela continuidade de {\displaystyle \geq _{i}} para {\displaystyle \alpha } perto de 1 nós temos {\displaystyle \alpha x_{i}+(1-\alpha )x'_{i}>_{i}x_{i}^{*}} . Isso é uma contradição, porque este pacote é preferido a {\displaystyle x_{i}^{*}} e custa menos que {\displaystyle w_{i}} .
Portanto, para que quase-equilíbrios de preços sejam equilíbrios de preços, é suficiente que o conjunto de consumo seja convexo, a relação de preferência seja contínua, e que sempre exista uma cesta de consumo "mais barata" {\displaystyle x'_{i}} . Uma maneira de garantir a existência de tal cesta é exigir níveis de riqueza {\displaystyle w_{i}} estritamente positivos para todos os consumidores i .